# 5 Kresowa Dywizja Piechoty

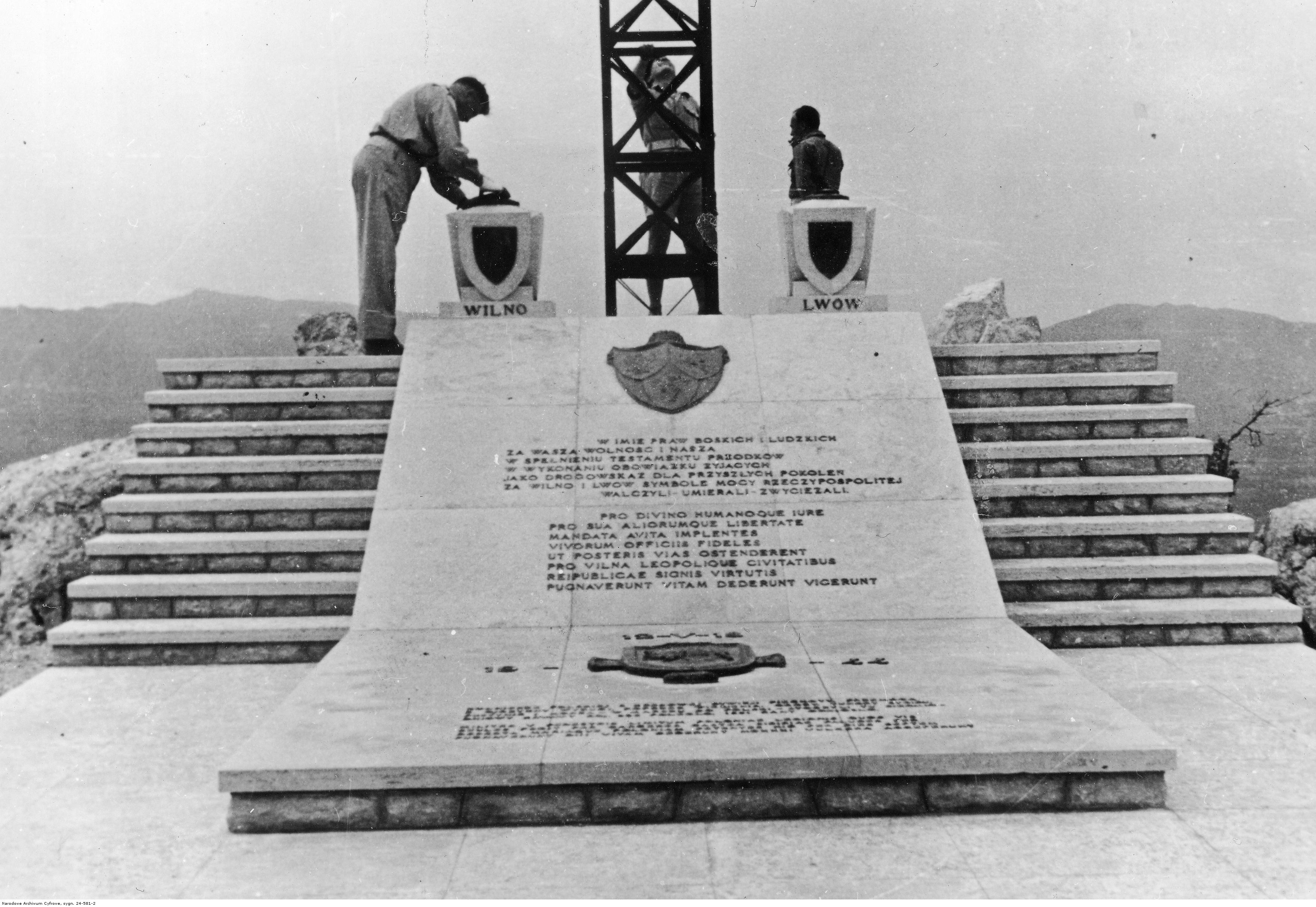
Monte Cassino - pomnik 5 Kresowej Dywizji Piechoty na wzgórzu 575

Sztandar dywizji, strona prawa

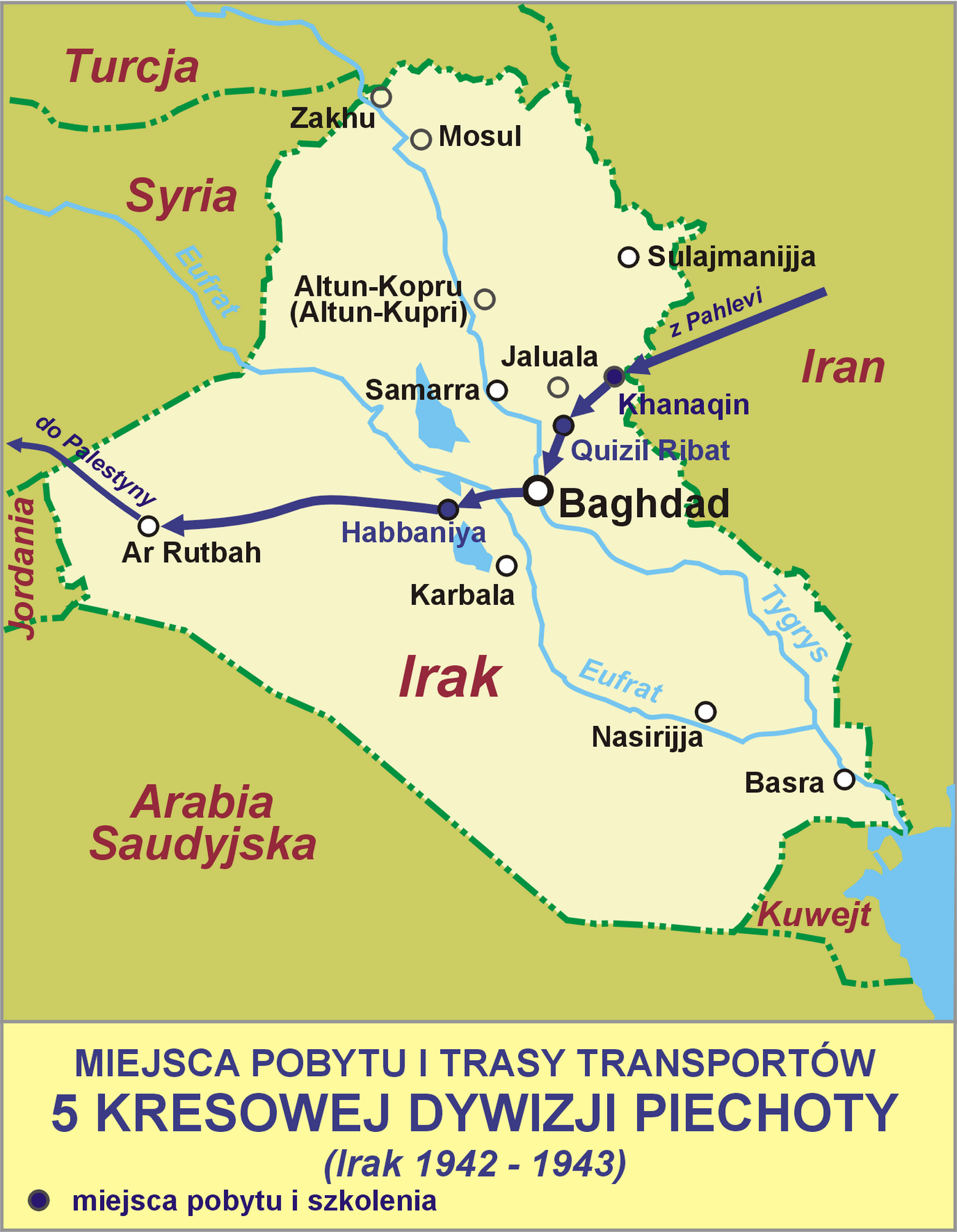

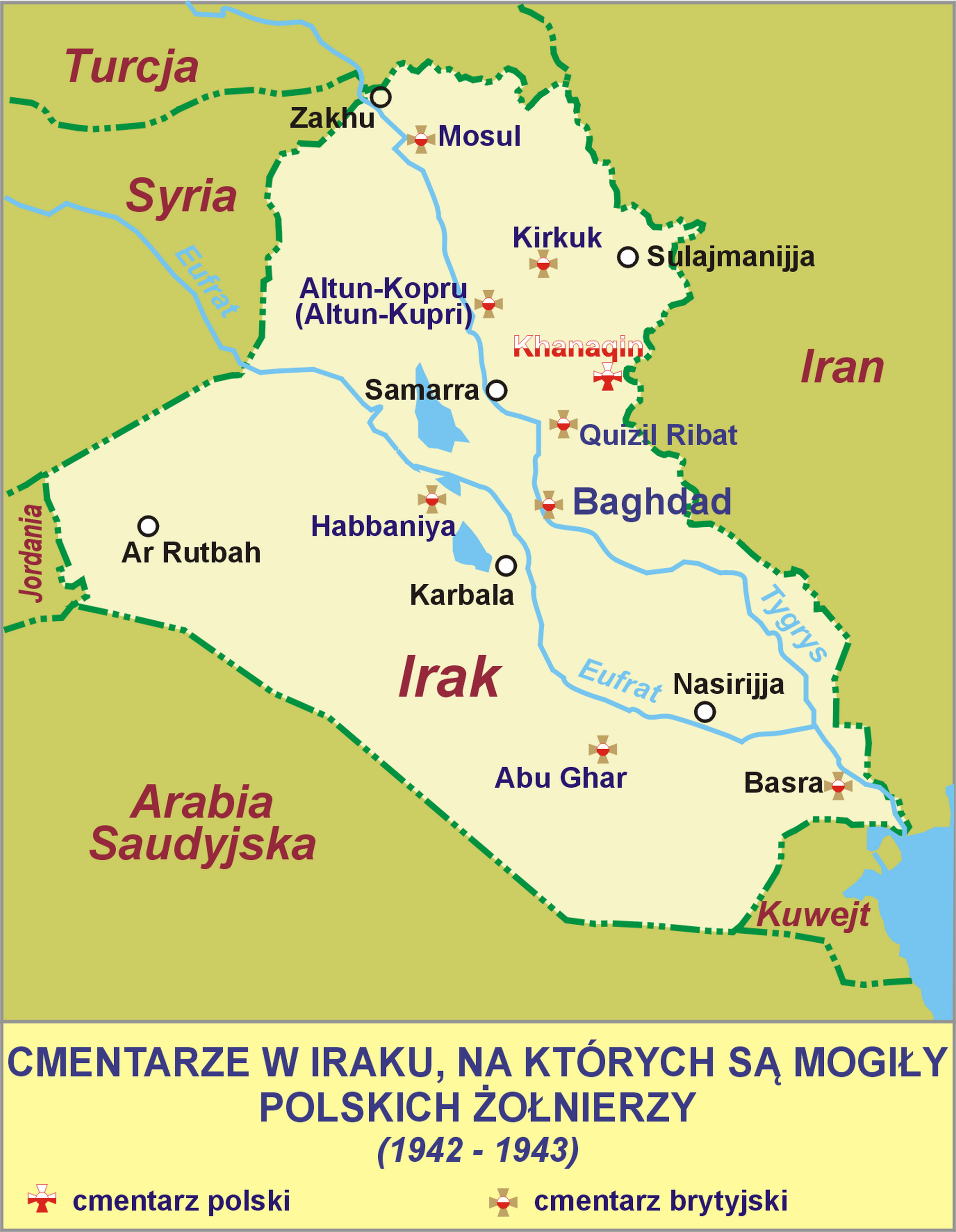

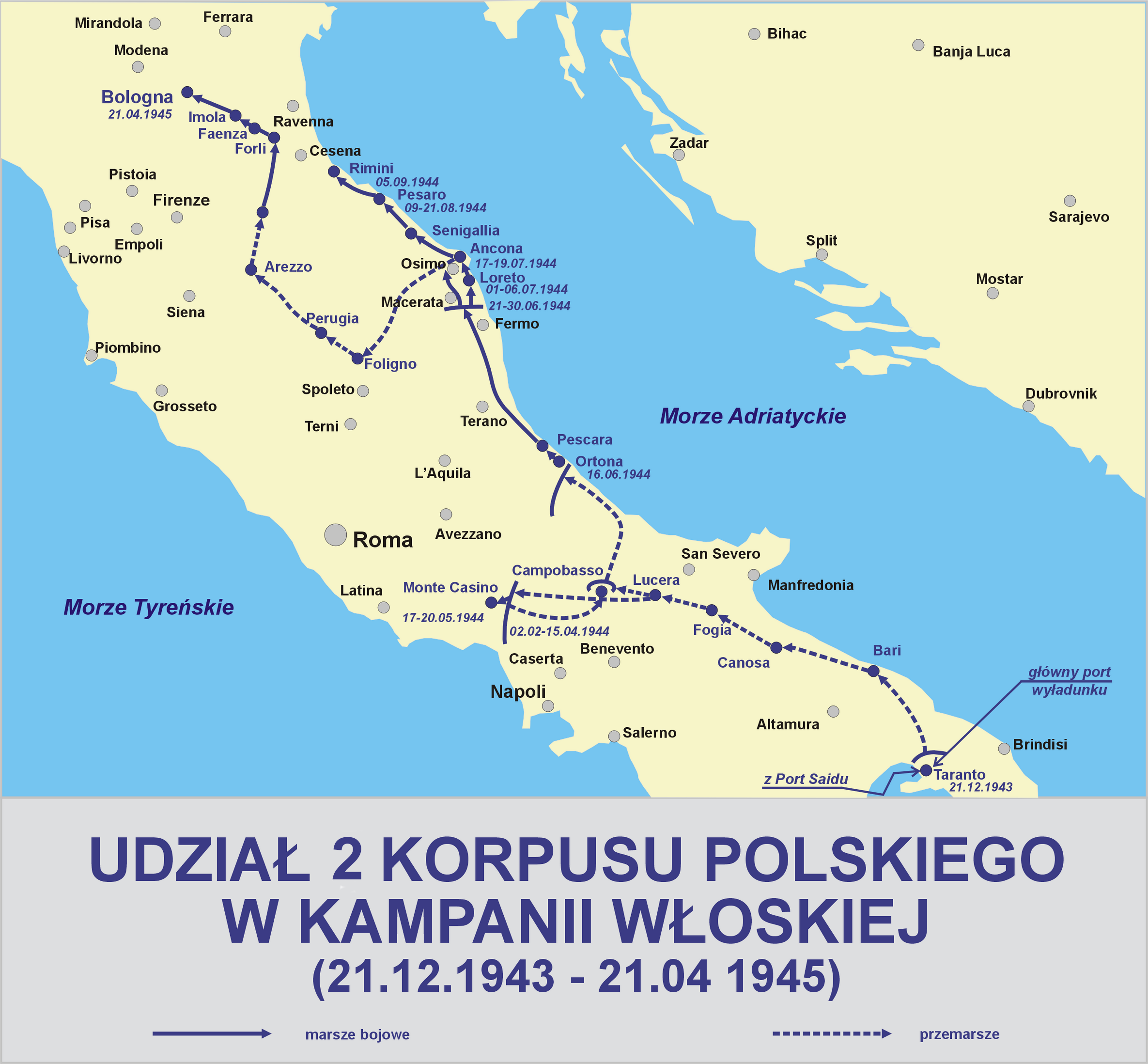

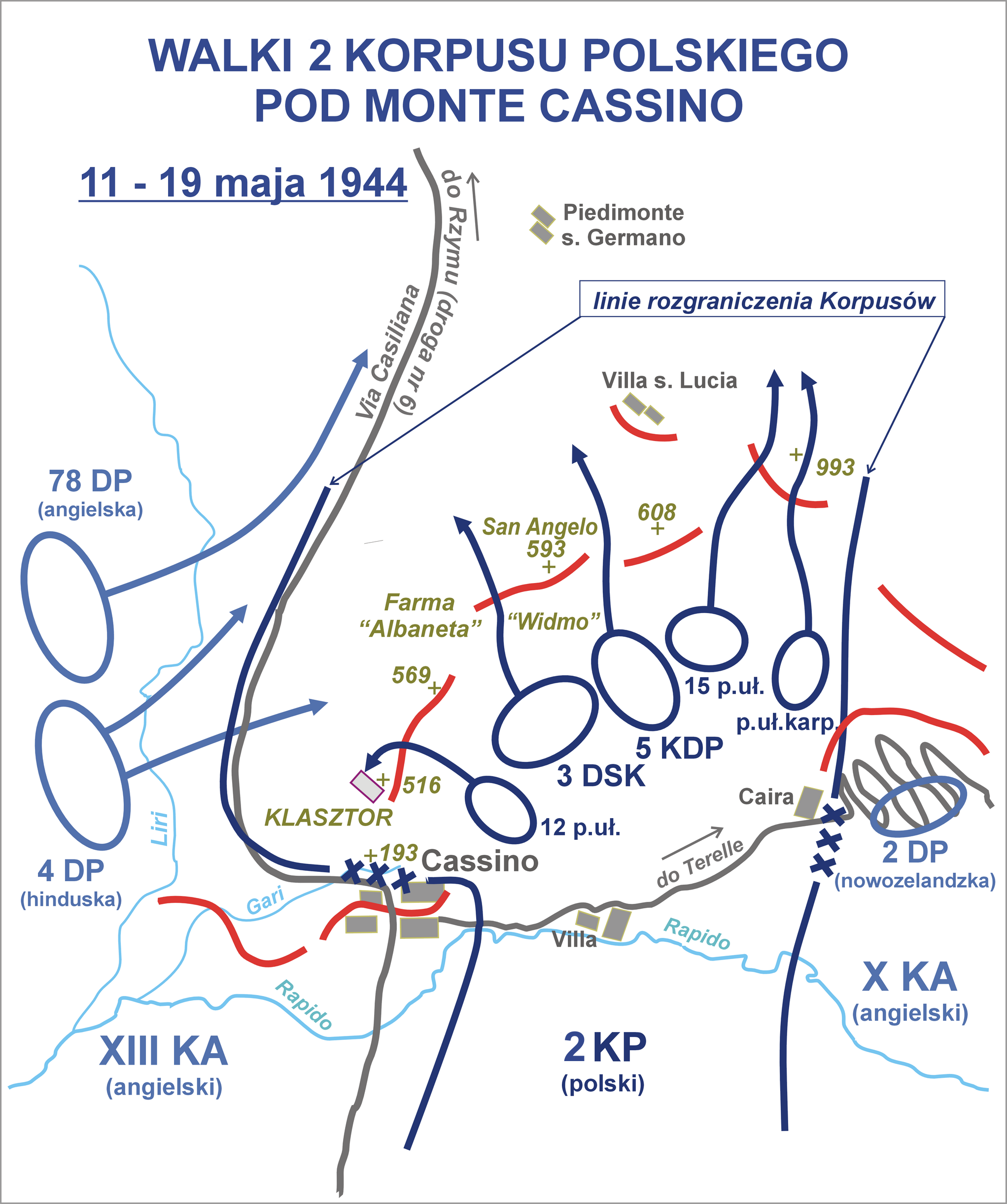
Dywizja w bitwie o Monte Cassino

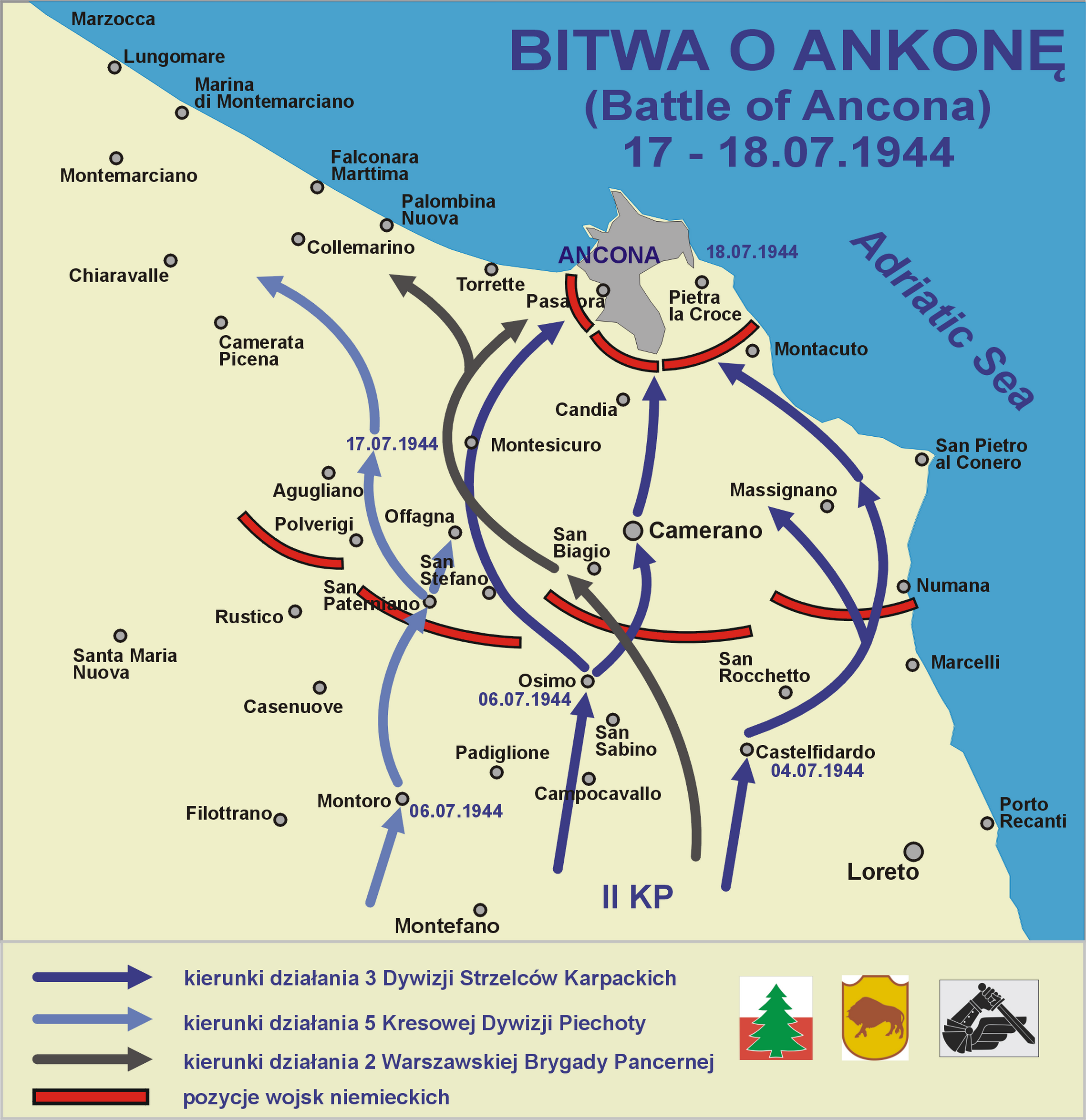
Dywizja w bitwie o Ankonę

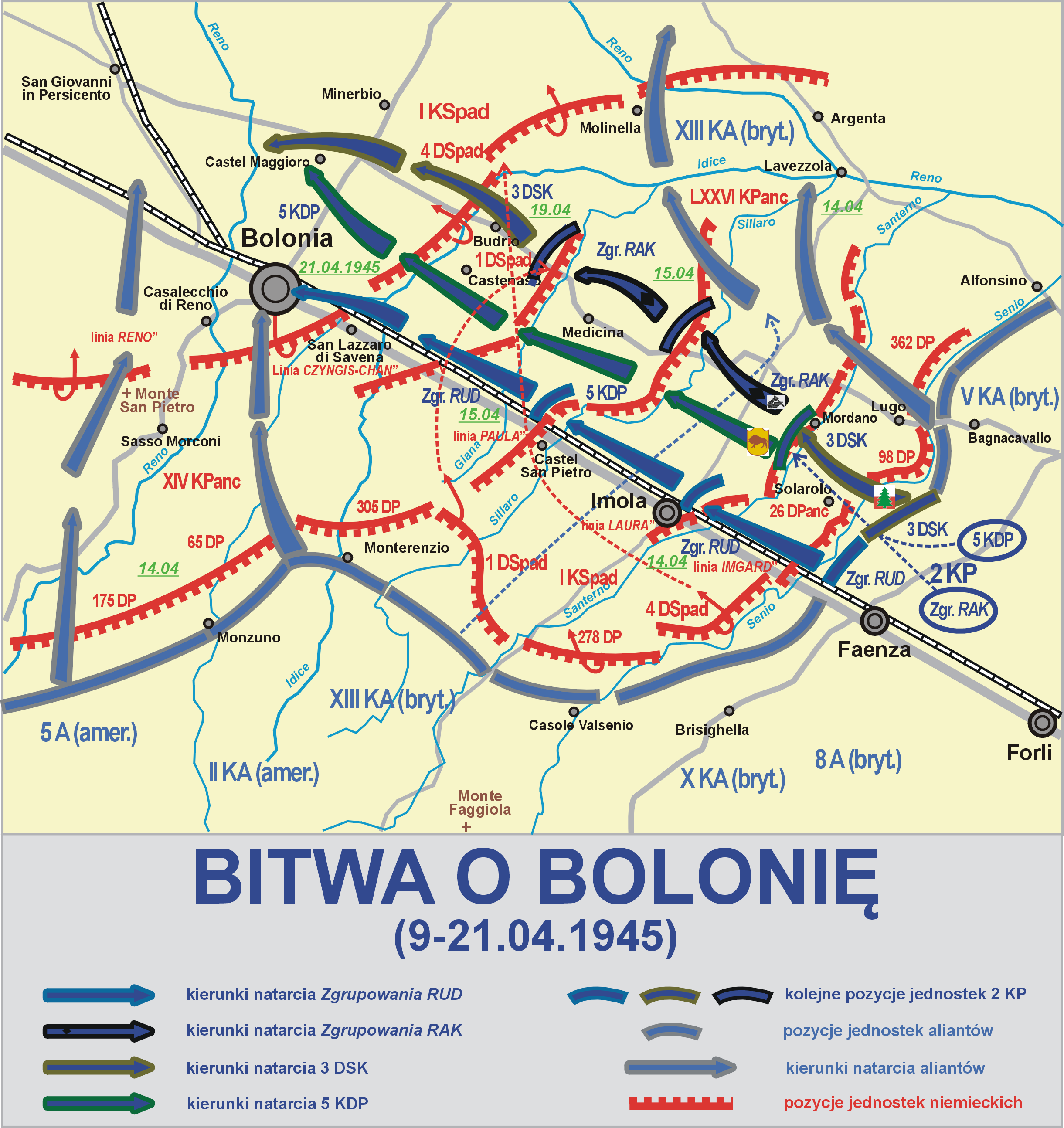
Dywizja w bitwie o Bolonię

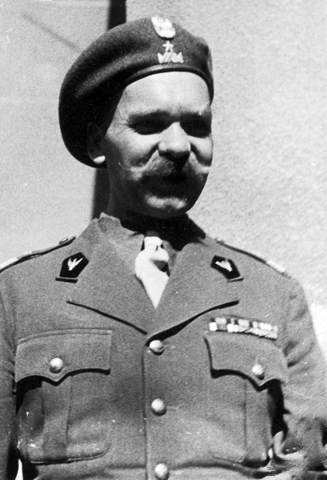
Gen. Nikodem Sulik – drugi dowódca dywizji

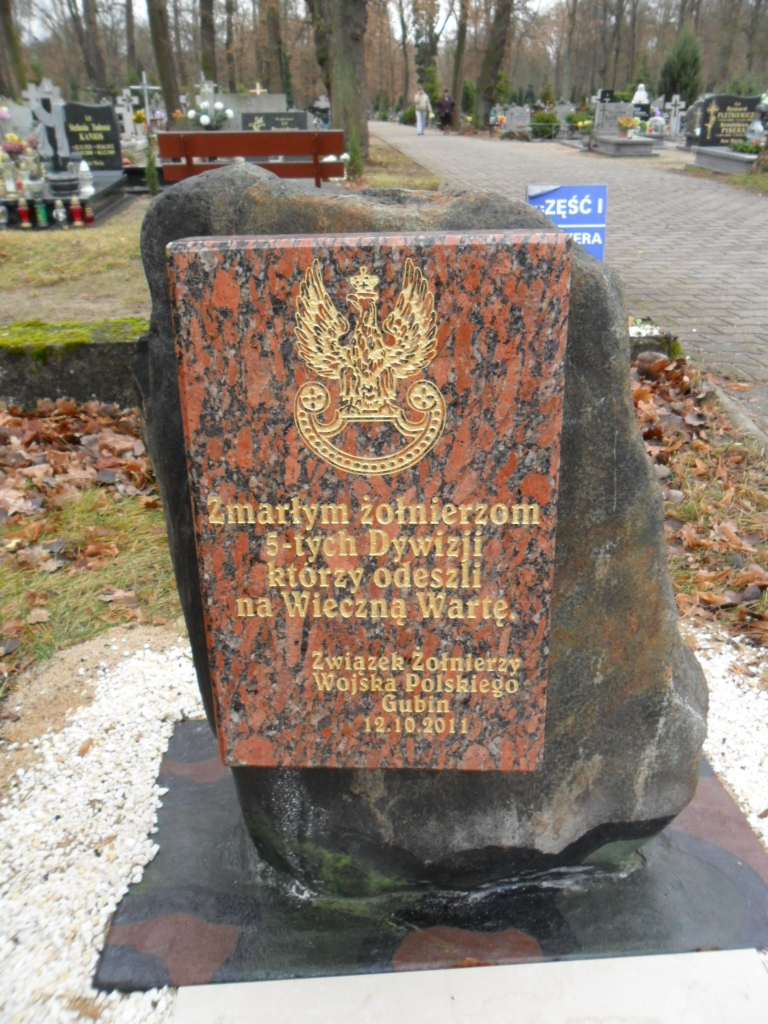
Tablica znajdująca się na cmentarzu komunalnym w Gubinie, upamiętniająca zmarłych żołnierzy 5 Dywizji.

5 Kresowa Dywizja Piechoty (5 KDP) – wielka jednostka piechoty Polskich Sił Zbrojnych.
Dywizja została sformowana w marcu 1943 roku na bazie utworzonych jeszcze w ZSRR 5 Wileńskiej DP i 6 Lwowskiej DP. Początkowo dwubrygadowa, pod koniec wojny rozbudowana o trzecią brygadę. Weszła w skład 2 Korpusu Polskiego. Walczyła pod Sangro i Volturno. Poprzez Linię Gustawa (bitwa o Monte Cassino) przeszła do walk nad Adriatykiem. Potem walczyła w rejonie Loreto, w Apeninach Emiliańskich oraz toczyła ciężkie walki nad Senio i pod Bolonią zakończone efektownym jej zdobyciem 21 IV 1945. Po zakończeniu działań wojennych pozostawała w składzie wojsk okupacyjnych we Włoszech. W czerwcu 1946 została przewieziona do Anglii, a od 7 września rozpoczęto zapisy do Polskiego Korpusu Przysposobienia i Rozmieszczenia. Zdecydowana większość jej żołnierzy pozostała na emigracji.

## Formowanie i szkolenie
W marcu 1943 przeprowadzono kolejną reorganizację Armii Polskiej na Wschodzie. Rozwiązano 5 i 6 Dywizję Piechoty, a jej oddziały utworzyły odpowiednio 5 Wileńską Brygadę Piechoty i 6 Lwowską Brygadę Piechoty. Obie te brygady i pozostałe jednostki dywizyjne utworzyły w Khanaquin 5 Kresową Dywizję Piechoty. Oficjalna nazwa dywizji przyjęta została 7 marca 1943 roku.
W połowie kwietnia dywizję przetransportowano do Kirkuku. Oddziały miały ochraniać pola naftowe. Prowadzono też intensywne szkolenie. Pora letnia przyniosła nawrót epidemii. Szerzyła się malaria, choroby żołądkowe, porażenia słoneczne. Poważnie wzrosła śmiertelność w oddziałach.
W czerwcu 1943 Naczelny Wódz gen. Władysław Sikorski wizytował dywizję. 3 czerwca Generał spotkał się z Kresowiakami. W czasie spotkania została wręczona mu odznaka dywizji. Był to swoisty gest pojednania i zapewnienia że dywizja jest gotowa do walki, a sprawy polityczne schodzą na plan dalszy. Spotkanie zakończyło się defiladą. 4 czerwca odbyło się Ćwiczenie taktyczne ze strzelaniem. Wzięły w nich udział wszystkie oddziały dywizji. Punktem kulminacyjnym było natarcie 5 Brygady Piechoty wspartej artylerią, z wykorzystaniem ogni moździerzy i broni maszynowej. Po wizycie gen. Sikorskiego dowództwo 5 KDP objął płk Nikodem Sulik.
Na przełomie sierpnia i września 1943 nastąpiło przegrupowanie dywizji do Palestyny. Klimat w Palestynie okazał się łagodniejszy, a i warunki kwaterunkowe lepsze niż w Iraku. Dywizję rozmieszczono 20 km na południe od Gazy, w rejonie Mughazi-Nuseirat. Dywizja zaczęła otrzymywać nowy sprzęt i uzbrojenie. Czas wolny wykorzystano na zwiedzanie pamiątek Ziemi Świętej.
W połowie stycznia 1944 dywizja została przesunięta do Egiptu. Żołnierze zakwaterowani zostali obozie w Qassasin w odległości 30 km na wschód od miasta Ismailia. Tu dywizja doprowadziła wszystkie swoje oddziały do pełnego etatu wojennego. Otrzymała sprzęt i wyposażenie ściśle według etatów.
Na początku 1944 nastąpiły przygotowania oddziałów dywizji do transportu na Półwysep Apeniński. Dywizję zaokrętowano w Port Said. Na ziemi włoskiej wylądowała 21 lutego w Taranto.

## Walki dywizji

### Działania obronne nad Sangro
W dniach 8 do 26 marca nastąpiło przesunięcie dywizji w teren działań bojowych. Dywizja zluzowała marokańską 2 Dywizję Piechoty na odcinku od Castel s. Vincenzo – wzgórze 850. Silne patrole niemieckie stale podchodziły pod stanowiska 13. i 15 batalionu. 10 marca 1944 roku działa kierunkowe 5 pal i III dywizjonu 4 pal oddały pierwsze strzały do Niemców. Na skutek ognia artylerii niemieckiej kan. Burski Józef został lekko ranny i ewakuowany do szpitala. Tak rozpoczął się bojowy epizod funkcjonowania oddziałów dywizji. 31 marca przydzielona do dywizji włoska grupa bojowa przy wsparciu artylerii polskiej opanowała wzgórze Monte Marrone. Utrudniło to oddziaływanie bojowe Niemców na kresowe oddziały.
Pobyt „Kresowiaków” na pozycjach obronnych nad rzeką Sangro przypadł na okres zimowy. Żołnierze musieli aklimatyzować się do śniegów i mrozów. Pozycje obronne zostały utrzymane, a zadanie wykonane. Straty dywizji od wylądowania we Włoszech do odejścia na inny odcinek frontu wyniosły łącznie 11 oficerów i 116 żołnierzy

### Walki o Monte Cassino – operacja „Diadem”
W związku z planowanym użyciem 2 Korpusu do walk o Monte Cassino, w ramach operacji „Diadem”, 2 kwietnia ukazał się rozkaz gen. Andersa zapowiadający luzowanie oddziałów polskich. 15 kwietnia 5 KDP została zmieniona przez nowozelandzką 2 Dywizję Piechoty. Sama zaś w dniach 25 – 27 kwietnia obsadziła rubież brytyjskiej 78 DP i zajęła stanowiska wyjściowe do natarcia.
Zgodnie z planem w nocy z 11/12 maja 1944 na odcinku natarcia dywizji do 1:45 trwało ogniowe przygotowanie ataku.
Nacierająca na prawym skrzydle korpusu 5 Dywizja rozpoczęła natarcie dwoma batalionami w pierwszym rzucie. Miały one za zadanie opanować wzgórze „Widmo”, a następnie uderzyć na wzgórze 575. W drugim rzucie nacierał 18 batalion, który po opanowaniu przez pierwszorzutowe bataliony głównego obiektu miał zadanie opanować wzgórza „Balkony”. Wejście pierwszego rzutu do walki zabezpieczał 14 batalion. Zgrupowaniem uderzeniowym dowodził dowódca Wileńskiej Brygady Piechoty płk. Wincenty Kurk. Odwód dywizji stanowił 16 batalion, oraz szwadron czołgów.
Prawe skrzydło natarcia zabezpieczały pułki rozpoznawcze: 15 pułk ułanów poznańskich oraz pułk ułanów karpackich. Zgrupowaniem osłony dowodził dowódca 6 Lwowskiej BP, płk dypl. Witold Eugeniusz Sawicki.
O 2:30 żołnierze 15 batalionu zdobyli grzbiet „Widma” i wzięli jeńców z niemieckiego 100 pułku górskiego. Około 5:00 całe „Widmo” zostało zdobyte. Dalsze natarcie obu batalionów –15 bs na wzgórze 517 i 13 bs na S. Angelo jednak się załamało. 18 batalion, nie mając z nikim łączności, samorzutnie wyruszył na wzgórze. Niemcy rozpoczęli kontratak. Nastąpiły silne uderzenia ogniowe na „Widmo”. Łączność między kompaniami, batalionami i dowództwem dywizji została przerwana. Straty zaczęły rosnąć. Lotnictwo, ze względu na niski pułap chmur, nie mogło wesprzeć walczących batalionów. Piechota wycofała się ze wzgórza. Kolejne uderzenia oddziałów niemieckiej 1 Dywizji Strzelców Spadochronowych spowodowały znaczne straty osobowe w batalionach. Zdecydowano przerwać natarcie i przegrupować siły.
Termin nowego natarcia określono na 17 maja.
Na dowódcę zgrupowania uderzeniowego wyznaczono płk.  Rudnickiego. Oddano mu do dyspozycji bataliony 5 Wileńskiej BP oraz 16 i 17 batalion z 6 Lwowskiej Brygady Piechoty. Zgrupowanie „RUD” w pierwszej kolejności miało odzyskać „Widmo”. Kolejne zadanie to zdobyć wzgórze S. Angelo i nacierać dalej na wzgórze 575. 16 batalion miał zdobyć „Widmo”, a 17 batalion – S. Angelo. W odwodzie pozostawały 13. i 15. batalion.
Utworzono też zgrupowanie pomocnicze mjr. Władysława Smrokowskiego. W jego składzie działały: 1 Samodzielna Kompania Commando, szwadron czołgów 4 pułku pancernego wzmocniony saperami i baterią dział samobieżnych z 7 pappanc. Zgrupowanie miało wspierać 17 batalion.
19 maja 2 Korpus Polski otrzymał zadanie natarcia na Piedimonte. W nowo utworzonym Zgrupowaniu „BOB”, znalazł się m.in. 18 batalion ppłk. Ludwika Domonia. Zgrupowanie otrzymało zadanie opanować Piedimonte – San Germano i dalej nacierać na San Castrocielo. Dowódca 6 Lwowskiej Brygady Piechoty otrzymał rozkaz natarcia na Pizzo Corno. Zadanie to wykonały oba pułki rozpoznawcze. Walki o Piedimonte trwały od 20 do 25 maja. Nad ranem 25 maja 15 batalion wraz ze szwadronami 12 pułku ułanów zajęły miasto.
W operacji „Diadem” 5 Kresowa Dywizja Piechoty poniosła znaczne straty w ludziach. W dniach od 24 kwietnia do 31 maja straciła ogółem 2174 żołnierzy Stanowiło to ponad 15% stanu osobowego. W jednostkach bojowych ten procent był znacznie wyższy.

### Walki nad Adriatykiem – Ankona
Po zdobyciu Piedimonte 5 KDP, działając w składzie 2 Korpusu Polskiego, otrzymała zadanie prowadzenia działań wzdłuż wybrzeża Adriatyku i zdobycia Ankony. Oddziały dywizji przeszły w rejon Casalbordino – Foscacesia. 22 czerwca sprecyzowano zadanie dywizji. Miała ona „wykonać głębsze obejście obrony nieprzyjaciela w rejonie Ankony od zachodu i odcięcie jej na rzece Esino”.
W tym celu dywizja utworzyła oddział wydzielony pod dowództwem płk. Rudnickiego (Zgrupowanie „Rud”) w składzie: 15 p.uł., 16 batalion strzelców, 4 pułku artylerii, bateria dział samobieżnych, szwadronu 4 pułku pancernego i 12 puł. Do 25 czerwca zgrupowanie „Rud” osłaniało zachodnie skrzydło Korpusu i przygotowywało podstawy wyjściowe do natarcia na Maceratę. Dywizja działając całością sił zdobyła kolejno: Montefano, Montoro i wzgórze Palazzo del Cannone.
17 lipca rozpoczęła się bitwa o Ankonę.
5 KDP wzmocniona 3 batalionem strzelców karpackich i 4 pułkiem pancernym, wykonując uderzenie pomocnicze opanowała: Monte della Crescia, San Stefano i Offagana. Jej 6 Brygada blokowała drogi odejścia wycofującym się z Ankony oddziałom niemieckim. 15 puł. nacierał na Chiaravalle i wieczorem 18 lipca osiągnął rzekę Esino.
Po zdobyciu Ankony przez oddziały 3 DSK toczono walki wzdłuż wybrzeży Adriatyku, aż do niemieckiej linii obronnej – Linii Gotów.

### Działania w Apeninie Emiliańskim
Celem działań w Apeninie Emiliańskim było wsparcie nacierających się z trudem z Rimini na Bolonię wojsk sprzymierzonych. Walki toczyły się w niezmiernie ciężkim, niemal bezdrożnym terenie górskim, w niesprzyjających warunkach atmosferycznych. Jedyną nadającą się do ruchu pojazdów mechanicznych na rozmokłej, pociętej rzekami i kanałami Nizinie Padańskiej drogą była Via Emilia.
28 września na rozkaz dowódcy 8 Armii gen. Richarda Mc Creery korpus rozpoczął przegrupowanie do rejonu Rimini. 14 października dowódca korpusu nakazywał gen. bryg. Nikodemowi Sulikowi zabezpieczyć oddziałami 5 KDP wejście do walki całości sił korpusu. Dywizję wzmocniono 4 pułkiem pancernym i brytyjskim 7 pułkiem artylerii górskiej. W pierwszej kolejności należało zdobyć M. Grosso i S. Pietro.
Jako pierwsza do natarcia ruszyła 5 Wileńska Brygada Piechoty. Miała ona opanować grzbiet Della Sega i zapewnić warunki rozwinięcia dywizji do natarcia z rubieży M. Marino, M.Grosso, zdobycie wzgórz 552, 549 i 206 i opanowanie M. Grosso. W drugim rzucie działała 6 Lwowska BP i 4 pułk pancerny.
17 października 5 brygada zajęła podstawy wyjściowe w rejonie M. della Sega. Do wieczora 20 października opanowała nakazaną rubież. Wchodząca częściami do walki 6 brygada 26 października zdobyła wzgórza Mirabelle i Colombo. Działania 5 KDP na kierunku Forli odrzuciły Niemców około 20 km na północ. Pościg za nieprzyjacielem utrudniły jednak jesienne roztopy. Dywizja wznowiła natarcie 7 listopada. 10 listopada jej czołowe pododdziały przekroczyły rzekę w rejonie S. Lazaret i wzięły udział w bitwie o Faenzę. Do końca roku dywizja osiągnęła Senio. Tu front zatrzymał się na kilka miesięcy. Jednostki przeszły na odpoczynek. Uzupełniano braki w ludziach i sprzęcie.

### Bolonia
Działania bojowe wznowiono 9 kwietnia 1945. 2 Korpus Polski otrzymał zadanie przełamania niemieckich pozycji nad rzeką Senio, uchwycenie przyczółków na rzece Santemo i dalej prowadzenia natarcia w kierunku na Bolonię.
Dywizja zabezpieczała wejście do walki 3 DSK. Od 12 kwietnia natarcie prowadzone przez 3 DSK (od 9 kwietnia) spotęgowano uderzeniem Zgrupowania „Rud”. 13 kwietnia zgrupowanie osiągnęło rubież kanału del Molini i wschodni skraj Imoli. 3 Brygada sforsowała rzekę Santerno. Również 13 kwietnia weszło do walki Zgrupowanie „Rak”. Natomiast 14 kwietnia do walki weszła grupa pościgowa 5 KDP. 15 kwietnia walczono o Sillaro na kierunku Castel Guelfo. Zgrupowanie „Rak” przed zmierzchem sforsowano rzekę Sillaro, a 16 kwietnia przełamano obronę nad Sillaro w pasie natarcia całego korpusu. Polacy ponownie weszli w kontakt ogniowy z 1 Dywizją Strzelców Spadochronowych, która broniła linii rzeki Gaianą. W nocy z 19/20 kwietnia jednostki polskie ruszyły do pościgu. Nieprzyjaciel wycofywał się. 21 kwietnia do Bolonii weszła 4 Wołyńska Brygada Piechoty.
Bitwa o Bolonię była ostatnią bitwą 5 Kresowej Dywizji Piechoty w drugiej wojnie światowej. W czasie walk na froncie włoskim dywizja straciła 5127 żołnierzy, w tym 1063 poległo.

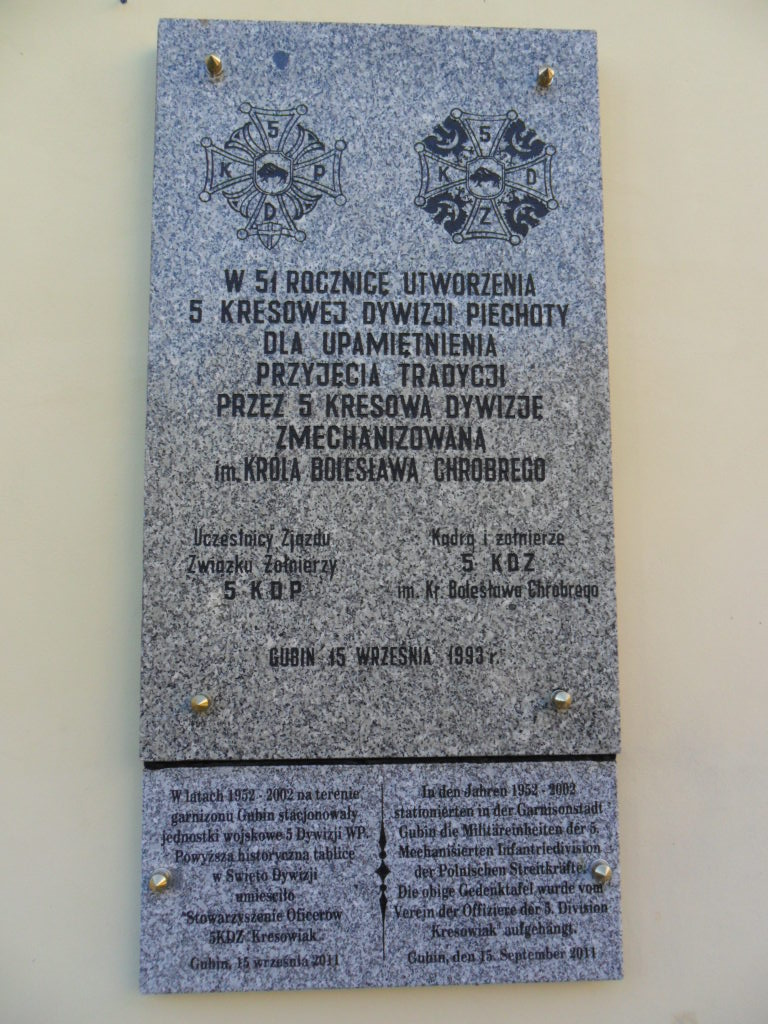
Tablica upamiętniająca przyjęcie tradycji 5 Kresowej Dywizji Piechoty przez 5 Kresową Dywizję Zmechanizowaną

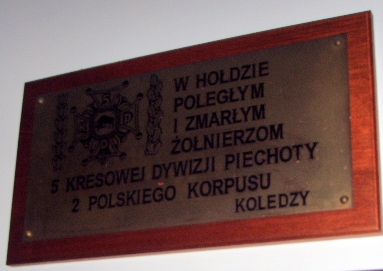
Tablica pamiątkowa w kościele św. Andrzeja Boboli w Londynie

## Działania dywizji po wojnie
Po zakończeniu działań wojennych dywizja przeszła do odwodu 15 Grupy Armii. Jej oddziały rozlokowano w rejonie Ankony. W pierwszej dekadzie czerwca 1945 przedyslokowano je w okolice Predappio. W Forlimpopoli stacjonowała 5 Wileńska Brygada Piechoty, a w Melola -Cusercoli 6 Lwowska Brygada Piechoty. 4 Wołyńska Brygada Piechoty rozmieszczona została w Santa Sofia-Galeata-Civitella di Romagna, a 4 pułk artylerii lekkiej w San Lorenzo.
W lipcu 1945 oddziały dywizji przegrupowały się z powrotem nad Adriatyk i rozlokowały się wybrzeża od San Benedetto del Tronuj do Roseto degli Abruzzi. W głębi lądu stacjonował 25 pułk Ułanów Wielkopolskich w Ascoli Piceno i 5 batalion ckm w Offida.
Od sierpnia dywizja otrzymała zadanie pełnienia służby wartowniczej na tyłach brytyjskiego XIII Korpusu, zajmującego stanowiska na włosko-jugosłowiańskiej linii demarkacyjnej wzdłuż rzeki Isonzy. Wyznaczona do tych zadań 6 Lwowska BP przeszła do rejonu Mestre-Treviso-Vittorio Veneto. Odległość brygady od macierzystej dywizji wynosiła wtedy około 600 kilometrów.
We wrześniu do zgrupowania 6 Brygady Piechoty dołączył 5 pułk artylerii lekkiej. Zakwaterowany został w Udine. Pod koniec września 14 Wileński batalion strzelców przeniesiony został do Cesena, a 15 batalion do Modeny. Bataliony pozostawały w dyspozycji władz 2 Dystryktu. W początkach października przesunięto do Forli wysunięte stanowisko dowodzenia 5 DP. 4 Wołyńska BP stacjonowała wtedy w rejonie Cervia-Cesenatico, w rejonie Venezia-Treviso-Mestre znajdowało się zgrupowanie 6 BP, a 5 BP rozwinęła się wzdłuż drogi nr 9 Rimini-Modena. Do połowy października dowództwo 5 KDP, oddziały dywizyjne i 13 Wołyński batalion strzelców rozmieszczono w rejonie Rimini-Ravenna-Imola.
W drugiej połowie listopada i w grudniu 1945 4 Wołyńska BP pełniła służbę wartowniczą i garnizonową w rejonie Cervia-Rimini, 5 Wileńska BP w rejonie Modena-Ferrara-Imola-Padova, 6 LBP w rejonie Venezia-Treviso-Mestre-Udine. 25 pułk Ułanów Wielkopolskich w listopadzie przeszedł z Ascoli Piceno do Ceseny, a następnie do Budrio. Na przełomie 1945 i 1946 oddziały 4 WBP przesunięto z rejonu Cervia do rejonu Bassano, a następnie na południowy wschód od jeziora Garda, a zgrupowanie 6 LBP połączono i rozlokowano na północny wschód od Wenecji.
Do czerwca 1946 jedynie dowództwo 5 KDP i 5 Wileńska BP nie zmieniły miejsca postoju. Pod koniec kwietnia 1946 większość oddziałów 4 Wołyńskiej BP przeniesiono w okolice Mediolanu. 11 Wołyński batalion strzelców pozostawał rejonie jeziora Garda, a dołączył do głównych sił brygady dopiero 23 maja. Dowództwo 6 LBP przeszło do Abano Terme, a 16 batalion strzelców do Montebelluna, 17 bs do Mestre k. Wenecji i 18 bs do Vittorio Veneto.
1 czerwca 1946 roku dywizja liczyła 20.019 żołnierzy, w tym 1205 oficerów (1 generał, 9 pułkowników, 16 podpułkowników, 58 majorów, 175 kapitanów, 369 poruczników i 577 podporuczników).
Kolejne zadania wartownicze przesuwały większość oddziałów artylerii dywizyjnej w lipcu 1946 w rejon Bari i Neapolu. Z początkiem sierpnia artylerzyści zluzowali 1 BSK w Rimini. Od nich służbę wartowniczą przejęła 5 Wileńska BP. Bataliony wileńskiej brygady dozorowały trasy kolejowe na terenie południowych, środkowych i częściowo północnych Włoch. Rozmieszczono je w Neapolu, Rzymie i Bari. Do końca pobytu we Włoszech większość oddziałów 4 Wołyńskiej BP stacjonowała nadal w okolicach Mediolanu, a oddziały 6 LBP pozostawały na północy kraju pod dowództwem brytyjskiego XIII Korpusu. "Nade wszystko – jak podkreślał ówczesny szef oddziału informacyjnego Dywizji Stefan Orzechowski – oddziały polskie pełniły służbę społeczną. Opiekę nad polskimi dziećmi i nad tysiącami uchodźców polskich, którzy uwolnieni z obozów niemieckich, garnęli się do polskich jednostek wojskowych, mając za sobą okropne, nieludzkie warunki życia. Dla ludności cywilnej i rodzin żołnierskich zostały zorganizowane na południu Italii dwa wielkie obozy oraz szkoła początkowa dla dzieci i gimnazjum dla starszych chłopców i dziewcząt."

## Pamięć o 5 Kresowej Dywizji Piechoty
Dla upamiętnienia wkładu 5 KDP w zwycięstwo polskiego oręża pod Monte Cassino na wzgórzu 575 wzniesiono pomnik z napisem w języku polskim i łacińskim:

W imię praw boskich i ludzkich za waszą wolność i naszą w spełnieniu testamentu przodków w wykonaniu obowiązku żyjących jako drogowskaz dla przyszłych pokoleń za Wilno i Lwów symbole mocy Rzeczypospolitej walczyli – umierali – zwyciężali Żołnierze Polskiej 5 Kresowej Dywizji Piechoty przemocą z Ojczyzny wyzuci, poprzez więzienia, obozy, tundry Sybiru, pustynie i morza – w marszu do Polski – stoczyli tu siedmiodniowy krwawy bój. 503 poległo. 1531 rany odniosło.

15 września 1993 5 Dywizji Zmechanizowanej z Gubina nadano nazwę wyróżniającą „Kresowa”. Tego dnia została odsłonięta tablica pamiątkowa w Gubinie, a replikę sztandaru 5 Kresowej Dywizji Piechoty przekazał dowódcy 5 DZ ppłk Walter Szczepański, prezes Związku Żołnierzy 5 Kresowej Dywizji Piechoty. Symbolem dywizji został szarżujący żubr. Nowe tradycje przyjęły również podporządkowane 5 KDZ oddziały: 5 Pułk Artylerii Przeciwlotniczej w Gubinie, 13 Pułk Zmechanizowany w Kożuchowie i 5 Pułk Artylerii w Sulechowie.

## Organizacja dywizji
- Kwatera Główna 5 Kresowej Dywizji Piechoty
- 4 Wołyńska Brygada Piechoty (od 17 października 1944)
- 5 Wileńska Brygada Piechoty
- 6 Lwowska Brygada Piechoty
- 5 Kresowy batalion ciężkich karabinów maszynowych
- Artyleria dywizyjna
  - 4 Kresowy pułk artylerii lekkiej
  - 5 Wileński pułk artylerii lekkiej
  - 6 Lwowski pułk artylerii lekkiej
  - 5 Kresowy pułk artylerii przeciwlotniczej lekkiej
  - 5 Kresowy pułk artylerii przeciwpancernej
- 15 pułk ułanów poznańskich
- 5 Kresowy batalion saperów
- 5 Kresowy batalion łączności
- 5 szwadron żandarmerii
- Dowództwo Oddziałów Zaopatrywania i Transportu
  - dowódca – mjr int. z wsw Mikołaj Józef Boczkowski (do VIII 1944)
  - zastępca dowódcy ds. transportu – kpt. piech. Stanisław Faliszewski (od VI 1944 dowódca 5 kompanii zaopatrywania)
  - zastępca dowódcy ds. zaopatrywania – mjr int. Marian Franciszek Romankiewicz[i] (od VIII 1944 dowódca)
  - 5 kompania zaopatrywania – kpt. tab. Wacław Pyzikowski[j] (do VI 1944)
  - 6 kompania zaopatrywania – mjr piech. Ludwik II Wilczyński
  - 15 kompania zaopatrywania
  - 16 kompania zaopatrywania
- oddziały warsztatowe
  - 5 kompania warsztatowa – kpt. Zygmunt Dionizy Plutecki[15]
  - 6 kompania warsztatowa
- oddziały sanitarne
  - 5 kompania sanitarna
  - 6 kompania sanitarna
- 5 sąd polowy
- 5 park materiałowy

Etatowo 5 KDP liczyła 820 oficerów i 13 626 podoficerów i szeregowych. Posiadała 7294 karabiny, 4775 pistoletów maszynowych, 813 karabinów maszynowych, 161 PIAT -ów i 824 rewolwery. Dywizja dysponowała ponadto 52 samochodami pancernymi, 63 wozami opancerzonymi, 120 pojazdami rozpoznawczymi i 300 samochodami ciężarowymi.

## Obsada personalna dowództwa dywizji
- dowódca dywizji
  - gen. bryg. Zygmunt Bohusz-Szyszko (12 III – 20 IV 1943[17][18])( 29 V – 30 VI 1943[19])
  - gen. bryg. Gustaw Paszkiewicz (21 IV – 26 IV 1943[18])
  - płk/gen. bryg. Nikodem Sulik (p.o. 1 VII – 10 XI 1943[20])(11 XI 1943 – 1946)
- zastępca dowódcy
- płk Nikodem Sulik (12 III – 10 XI 1943[20])
- płk dypl./gen. bryg. Klemens Rudnicki (15 XI 1943 – 27 IV 1945[20])
- I zastępca dowódcy – płk piech. Józef Werobej
- II zastępca dowódcy płk dypl. Stanisław Lityński (VII – XI 1945)
- dowódca artylerii dywizyjnej:
  - płk art. Michał Gałązka (do IX 1943)
  - płk dypl. Jerzy Marian Paweł Orski (od IX 1943)
  - płk dypl. Marian Korewo[21]
- szef sztabu
  - ppłk dypl. Wilhelm Wilk-Leśniak (12 III – VII 1943[22])
  - ppłk dypl. Stanisław Maleszewski (27 VII 1943 – 8 VIII 1944[23])
  - ppłk dypl. Wacław Jacyna (8 VIII – 5 XI 1944[24])
  - mjr dypl. Olgierd Jaskold (5 XI 1944 – 27 IV 1945[24])
  - mjr dypl. Piotr Harcaj (od 27 IV 1945[25])
  - ppłk. Piotr Harcaj (od I 1945)[26]
- oficer operacyjny – kpt. dypl. Władysław Żebrowski
- oficer informacyjny – kpt. dypl. Antoni Rolski
- szef oddziału informacyjnego – kpt. Stefan Orzechowski (od stycznia 1945)[26]
- kwatermistrz – mjr dypl. Aleksander Jedziniak
- adiutant dowódcy dywizji: kpt. Marian Czerniawski[27]
- szef służby duszpasterstwa rzymsko-katolickiego – st. kpl. ks. Wiktor Judycki
  - kpl. ks. Nikodem Dubrowka
  - kapelan wyznania prawosławnego – kpl. ks. Włodzimierz Pietruczyk

## Symbole dywizji
Sztandar dywizji

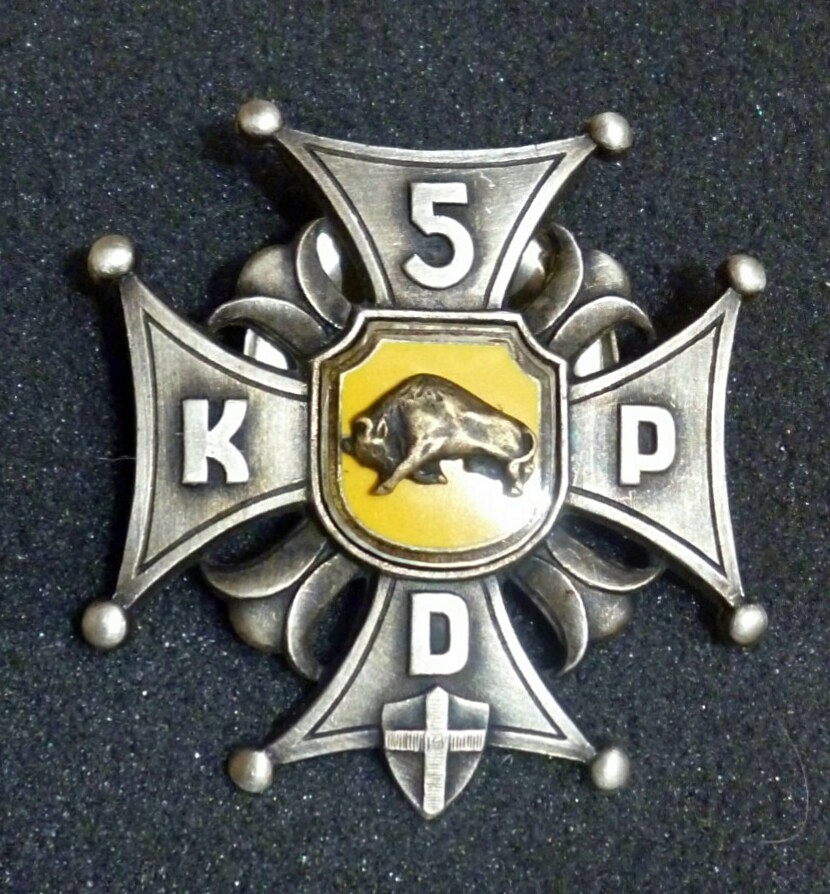
Odznaka 5 Kresowej Dywizji Piechoty

Sztandar, ufundowany przez uchodźców polskich w Palestynie i poświęcony na grobie Chrystusa, został wręczony dywizji 11 listopada 1943 roku w Jerozolimie przez gen. Władysława Andersa.
Na stronie głównej sztandaru, na białych polach w wieńcach laurowych umieszczono nazwy miast: Lwów, Wilno, Tock, Tatiszczew, związane są z miejscem formowania dywizji na terytorium Związku Radzieckiego. Na dolnym ramieniu wizerunku krzyża kawalerskiego znajdował się napis: „Dywizja Kresowa 1941”. Na stronie odwrotnej na białych polach umieszczono motyw krzyża jerozolimskiego, a na środku krzyża kawalerskiego napis: „Honor i Ojczyzna”.
Obecnie sztandar eksponowany jest w Instytucie Polskim i Muzeum im. gen. Sikorskiego w Londynie.
Odznaka pamiątkowa
Odznaka ma kształt Orderu Virtuti Militari, którego ramiona połączone są krzyżem Monte Cassino. Na umieszczonej centralnie tarczy nałożony brązowy. żubr, znak rozpoznawczy dywizji. Na ramionach krzyża wpisano numer i inicjały 5 KDP. Na dolnym ramieniu krzyża znajduje się znak rozpoznawczy 8 Armii Brytyjskiej. Tarcza pokryta emalią ciemnożółtą, obramowanie tarczy i żubr – brązową. Trzyczęściowa – wykonana w srebrze. Wymiary: 42x40 mm. Wykonanie: F.M. Lorioli Fratelli – Milano – Roma.
Oznaka rozpoznawcza

Odznaka stanowił żubr na żółtej tarczy w brązowej obwódce. Symbol wybrano w wyniku konkursu ogłoszonego w rozkazie dywizyjnym 14 września 1942 roku.